# Referendum w Kazachstanie w czerwcu 2022 roku
Referendum w Kazachstanie odbyło się 5 czerwca 2022 roku. Pytanie dotyczyło przyjęcia poprawek do Konstytucji Republiki Kazachstanu. Frekwencja wyniosła 68,05%. Za poprawkami opowiedziało się 77,18% głosujących.

## Tło
Na początku stycznia 2022 roku w mieście Żangaözen wybuchły masowe protesty spowodowane nagłą podwyżką cen skroplonego gazu ziemnego. Wkrótce na ulice wyszli ludzie z całego kraju, a żądania ekonomiczne przekształciły się w polityczne: domagano się dymisji rządu, prawa wyboru akimów (władz lokalnych) i otwarcie występowano przeciwko Nursułtanowi Nazarbajewowi, który sprawował władzę w kraju przez 29 lat.
Podczas gdy tłumiono protesty, prezydent Kazachstanu, Kasym-Żomart Tokajew zdymisjonował rząd, obniżył ceny skroplonego gazu ziemnego i artykułów spożywczych oraz ogłosił projekt budowy „Nowego Kazachstanu”, proponując 56 poprawek do Konstytucji.

Logotyp Referendum

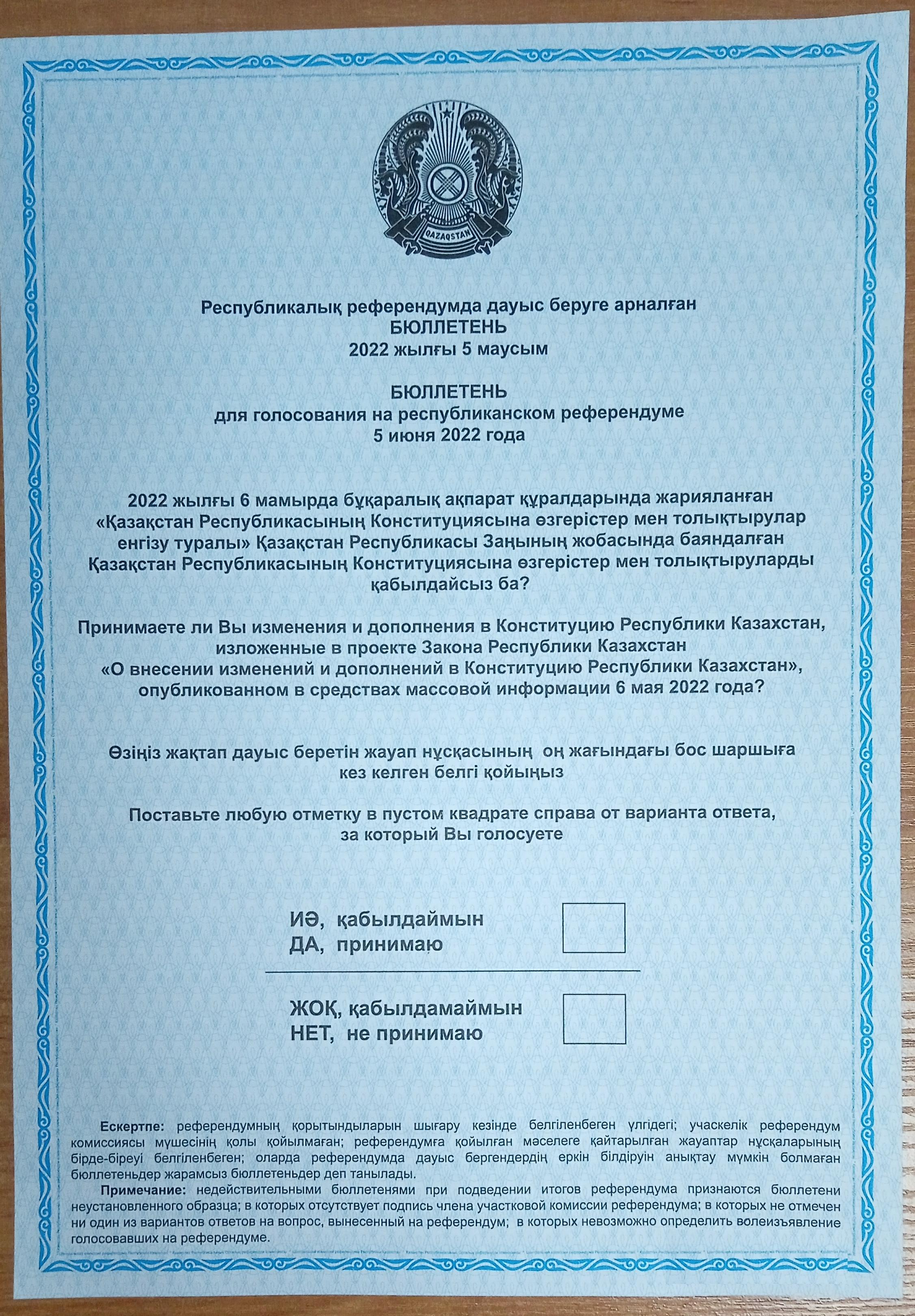
Karta do głosowania w referendum w Kazachstanie w 2022 roku

## Referendum

### Pytanie referendalne
5 maja ogłoszono treść pytania referendalnego:

Czy jesteś za przyjęciem poprawek do Konstytucji Republiki Kazachstanu, podanych w projekcie Ustawy Republiki Kazachstanu „O wprowadzeniu poprawek do Konstytucji Republiki Kazachstanu”, opublikowanym w środkach masowego przekazu w dniu 6 maja 2022 roku?

### Poprawki
Według autorów poprawek, ich celem jest ograniczenie uprawnień prezydenta: prezydent nie będzie mógł wstępować do żadnych partii politycznych. Poprawki zabraniają tego również sędziom, członkom komisji wyborczych, wojskowym, pracownikom służb bezpieczeństwa narodowego oraz funkcjonariuszom organów ścigania. Członkom rodziny prezydenta zakazuje się zajmowania stanowisk państwowych i kierowniczych w sektorze quasi-publicznym.
Poprawki przewidziały także zmianę sposobu wyboru akimów: nadal będą oni mianowani przez prezydenta, ale ich nominacje będą teraz wymagały zatwierdzenia przez lokalne organy przedstawicielskie (maslihaty).
Ponadto poprawki wykluczają z polityki pierwszego prezydenta Kazachstanu, Nursułtana Nazarbajewa: mimo że jego ostatnia kadencja prezydencka zakończyła się w 2019 r., faktycznie pozostał on u władzy do stycznia 2022 r. Nowe poprawki znoszą jego status „jełbasy” (tłum. „przywódca ludu”).

Reforma konstytucyjna ma na celu kompleksowe przekształcenie całego modelu państwa. Poprawki mają na celu utrwalenie zdecydowanego przejścia od superprezydenckiej struktury rządowej do republiki prezydenckiej z silnym parlamentem i rządem, który będzie ponosił odpowiedzialność.

### Wyniki
Z 11 734 642 osób uprawnionych do głosowania udział w referendum wzięło 7 985 769 osób, tj. 68,05%. Spośród nich 6 163 516 osób (77,18%) opowiedziało się za poprawkami.
1 490 470 osób, tj. 18,66% zagłosowało przeciwko poprawkom.
Liczba kart do głosowania, w których wybrano obie odpowiedzi, czyli uznanych za ważne, ale nieuwzględnionych przy liczeniu głosów, wyniosła 1,58%. Liczba innych nieważnych głosów wyniosła 2,58%.
Najniższą frekwencją wyróżniło się miasto wydzielone Ałmaty (32,99%), najwyższą – w obwodzie turkiestańskim (80,31%). Najniższe poparcie poprawki uzyskały również wśród mieszkańców Ałmaty (65,22%), najwyższe – w obwodzie akmolskim (81,98%).
| Nazwa obwodu           | Liczba osób, uprawnionych do głosowania | Frekwencja | (%)    | Głosów „za” | (%)    |
| ---------------------- | --------------------------------------- | ---------- | ------ | ----------- | ------ |
| akmolski               | 507 706                                 | 373 027    | 73,47% | 305 824     | 81,98% |
| aktiubiński            | 559 598                                 | 322 549    | 57,64% | 230 539     | 71,47% |
| ałmacki                | 1 393 831                               | 1 009 054  | 72,39% | 797 254     | 79,01% |
| atyrauski              | 397 292                                 | 267 667    | 67,37% | 195 766     | 73,14% |
| karagandyjski          | 881 179                                 | 676 405    | 76,76% | 526 079     | 77,78% |
| kustanajski            | 553 615                                 | 398 027    | 71,90% | 301 995     | 75,87% |
| kyzyłordyński          | 463 043                                 | 368 335    | 79,55% | 289 152     | 78,50% |
| mangystauski           | 406 069                                 | 245 776    | 60,53% | 174 503     | 71,00% |
| pawłodarski            | 513 092                                 | 385 133    | 75,06% | 303 210     | 78,73% |
| północnokazachstański  | 379 826                                 | 285 603    | 75,19% | 232 995     | 81,58% |
| turkiestański          | 1 164 478                               | 935 192    | 80,31% | 739 269     | 79,05% |
| wschodniokazachstański | 912 223                                 | 703 238    | 77,09% | 542 940     | 77,21% |
| zachodniokazachstański | 444 163                                 | 305 576    | 68,80% | 223 908     | 73,27% |
| żambylski              | 688 369                                 | 477 290    | 69,34% | 375 277     | 78,63% |
| Ałmaty                 | 1 129 117                               | 372 533    | 32,99% | 242 977     | 65,22% |
| Nur-Sułtan             | 708 969                                 | 405 994    | 57,27% | 323 124     | 69,59% |
| Szymkent               | 632 072                                 | 454 350    | 71,88% | 358 704     | 78,95% |